# Långpanna

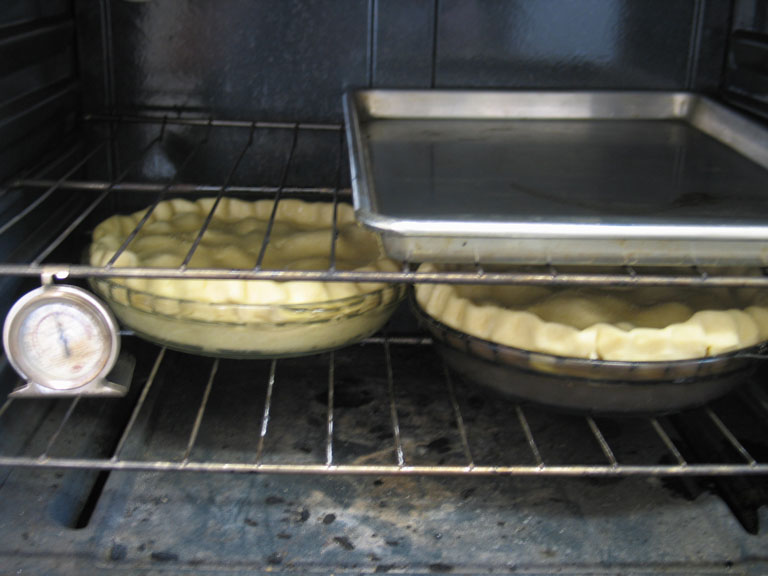
En långpanna (högst upp till höger)

En långpanna är ett ugnsfat eller en ugnsplåt med cirka fem centimeter hög kant. Långpannan kan vara lika stor som en vanlig ugnsplåt eller smalare och är vanligtvis gjord av metall eller keramik. Långpannan är lämplig för gräddning av till exempel kärleksmums eller ugnspannkaka.
Långpanna är även ett uttryck som används i restaurangbranschen för arbetspass som varar längre än en vanlig arbetsdag, som är vanligt i branschen.[källa behövs]